# Lac Gregory (La Jacques-Cartier)
Pour les articles homonymes, voir Gregory.
Le lac Gregory est un plan d'eau douce traversé du nord au sud par la rivière Tourilli, situé dans la réserve faunique des Laurentides, dans le territoire non organisé de Lac-Croche, dans la municipalité régionale de comté (MRC) La Jacques-Cartier, région administrative de la Capitale-Nationale, dans province de Québec, au Canada.
Le bassin versant du lac Gregory est desservi par quelques routes forestières secondaires pour les besoins de la foresterie et des activités récréotouristiques.
La foresterie est la principale activité économique du secteur; les activités récréotouristiques, en second.
La surface du lac Gregory est généralement gelée de début décembre à fin mars; la circulation sécuritaire sur la glace se fait généralement de fin décembre à début mars.

## Géographie
Le lac Gregory comporte une longueur de 2,3 km, une largeur de 1,1 km et sa surface est à une altitude de 634 m. Ce lac encaissé entre les montagnes s'apparente comporte les trois baies suivantes :
- la première s'étire sur 0,8 km vers le nord en courbant vers l'est et reçoit la décharge du Lac des Doradilles, ainsi que la décharge d'un ensemble de lacs dont Hunau, Crochetière et des Pleurotes;
- la seconde sur 0,4 km vers l'est et reçoit la décharge des lacs Fruze, Chesnay, Godman, Etheleen, Petit lac Etheleen et du Piedmont;
- la troisième sur 0,6 km vers le sud jusqu'à son embouchure[2].

L'embouchure du lac Gregory est situé à 2,7 km au nord-est du lac Tourilli, à 10,4 km à l'ouest du cours de la rivière Jacques-Cartier et à 32,5 km au nord de la confluence de la rivière Tourilli et de la rivière Sainte-Anne.
À partir de l'embouchure du lac Gregory, le courant descend sur 45,7 km généralement vers le sud en suivant le cours de la rivière Tourilli jusqu'à sa confluence avec la rivière Sainte-Anne; de là, le courant coule généralement vers le sud en empruntant le courant de la rivière Sainte-Anne jusqu'à la rive nord-est du fleuve Saint-Laurent.

## Toponymie
Le toponyme "lac Gregory" a été officialisé le 5 décembre 1968 par la Commission de toponymie du Québec.